# Supercoppa islandese (pallavolo femminile)
La Supercoppa islandese è una competizione pallavolistica per squadre di club islandesi femminili, organizzata con cadenza annuale dalla BLÍ.

## Edizioni
| Edizione      | Edizione          | Podio        | Podio     | Podio               |
| Anno          | Sede della finale | Campione     | Risultato | Finalista           |
| ------------- | ----------------- | ------------ | --------- | ------------------- |
| 2018 Dettagli | Húsavík           | HK Kópavogur | 3 - 0     | Þróttur Neskaupstað |
| 2019 Dettagli | Húnaþing vestra   | KA Akureyri  | 3 - 2     | HK Kópavogur        |
| 2020 Dettagli | Akureyri          | HK Kópavogur | 3 - 1     | Afturelding         |
| 2021 Dettagli | Mosfellsbær       | Afturelding  | 3 - 0     | HK Kópavogur        |
| 2022 Dettagli | Akureyri          | KA Akureyri  | 3 - 0     | Afturelding         |
| 2023 Dettagli | Akureyri          | HK Kópavogur | 3 - 2     | KA Akureyri         |
| 2024 Dettagli | Mosfellsbær       | KA Akureyri  | 3 - 2     | Afturelding         |

## Palmarès
| Squadra      | Titolo | Edizione         |
| ------------ | ------ | ---------------- |
| HK Kópavogur | 3      | 2018, 2020, 2023 |
| KA Akureyri  | 3      | 2019, 2022, 2024 |
| Afturelding  | 1      | 2021             |